# Isonychus ornatipennis
Isonychus ornatipennis är en skalbaggsart som beskrevs av Moser 1921. Isonychus ornatipennis ingår i släktet Isonychus och familjen Melolonthidae. Inga underarter finns listade i Catalogue of Life.